# Jeroen Manschot
Jeroen Manschot (* 7. November 1982) ist ein niederländischer Fußballschiedsrichter.
Manschot leitet seit der Saison 2012/13 Spiele in der Eerste Divisie und seit der Saison 2013/14 Spiele in der Eredivisie. In der Eredivisie hatte er bereits über 180 Einsätze.
Bei der U-21-Europameisterschaft 2017 in Polen war Manschot Torschiedsrichter im Team von Serdar Gözübüyük.
Am 4. August 2024 pfiff Manschot das Spiel um die Johan-Cruyff-Schale 2024 zwischen PSV Eindhoven und Feyenoord Rotterdam (4:4, 2:4 i. E.).